# Cliente misterioso

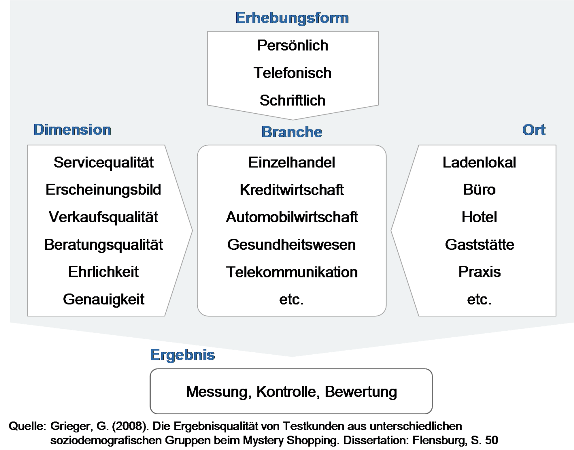
Este es el ejemplo del informe de un cliente misterioso

El cliente misterioso, cliente incógnito o cliente fantasma (en inglés, mystery shopper) es una técnica utilizada por las empresas para evaluar y medir la calidad en la atención al cliente. Los clientes misteriosos actúan como clientes comunes que realizan una compra o consumen un servicio y luego entregan un informe sobre cómo fue su experiencia.
Durante los procesos de compras misteriosas se desarrollan actividades específicas como comprar un producto, realizar preguntas, registrar quejas o comportarse de alguna manera específica, para finalmente proveer reportes detallados y retroalimentación sobre sus experiencias. Se trabaja posteriormente en un análisis cualitativo de diferentes variables predefinidas, para luego realizar propuestas en el sentido de mejorar y/o mantener la atención de sus trabajadores en un nivel cercano al óptimo.
Como ejemplo, en 2005 una campaña con «compradores anónimos» realizada en 4330 puntos de venta de productos de Microsoft en España (alrededor de un tercio del total) la empresa descubrió que el 41% de dichos establecimientos vendían o instalaban copias piratas de sus programas informáticos.

## Desarrollo
Las compras misteriosas eran una práctica común a principios de 1940 como una forma de medir la integridad de los empleados. Las herramientas utilizadas para las pruebas de clientes misteriosos van desde simples cuestionarios hasta grabaciones completas en audio y vídeo. Las compras misteriosas pueden ser utilizadas por cualquier industria, siendo las más comunes las tiendas detallistas, hoteles, cines, restaurantes, cadenas de comida rápida, bancos, gasolineras, agencias automotrices, apartamentos, clubes deportivos y clínicas del cuidado de la salud.
Desde 2010, las compras misteriosas se hicieron populares en la industria del turismo médico y el cuidado de la salud utilizando esta herramienta como medio para mejorar la experiencia de servicio al cliente. En el Reino Unido, las compras misteriosas se utilizan cada vez con mayor frecuencia para brindar retroalimentación a las autoridades locales y otras organizaciones sin fines de lucro como asociaciones de vivienda o religiosas.

## Pasos
Cuando una compañía contrata a un proveedor de compras misteriosas, debería asegurarse de que quien vaya a realizar el trabajo en un detective privado habilitado por el Ministerio de Interior y en posesión de la TIP.[cita requerida]
Una vez seguro, puede acordarse un modelo de encuesta. Dicho modelo definirá qué información y qué factores de mejora se desea medir por el cliente. Tanto la información como los factores se incluirán en instrumentos de encuesta y tareas que serán asignadas a los detectives privados que actuarán como compradores misteriosos.
Los puntos de información que típicamente se incluyen son los siguientes:
- el número de empleados disponibles en la tienda cuando se entra
- cuánto tiempo le toma al comprador recibir el primer saludo
- el nombre de los empleados
- si el saludo es o no amigable de acuerdo a criterios objetivos
- las preguntas que debe realizar el comprador para encontrar el producto deseado
- qué tipo de productos le son mostrados
- el argumento de ventas utilizado por el empleado
- si el empleado intentó o no cerrar la venta
- si el empleado sugirió o no productos adicionales
- si el empleado invitó o no al comprador a regresar a la tienda
- la limpieza de la tienda y de los empleados
- la velocidad del servicio
- cumplimiento de los estándares relativos al servicio, apariencia de la tienda, pulcritud y presentación
- el manejo de dinero

Comúnmente, los compradores misteriosos reciben instrucciones o procedimientos específicos sobre cómo realizar transacciones atípicas para probar con mayor rigor el conocimiento y habilidades de servicio de los empleados relativo a un asunto particular (situación conocida como escenarios). Por ejemplo,  en un restaurante, un comprador misterioso podría pretender ser intolerante a la lactosa; en una tienda de ropa, podría solicitar servicios adicionales de envoltura para regalo. No en todos los escenarios es necesario llegar hasta la compra.
Mientras reúnen información, los compradores misteriosos usualmente se mezclan con los compradores regulares del establecimiento evaluado. Tal vez se les requiera que tomen fotografías, cuenten determinado número de productos, asientos o gente durante su visita. Un cronómetro podría también ser necesario.
Después de la visita, el comprador misterioso realiza un informe válido ante los tribunales, donde concreta todos los datos recolectados, analiza la información y adjunta cuantas pruebas sean oportunas. Esto permite una comparación del rendimiento del establecimiento, la verificación de conductas y en general el cumplimiento de las obligaciones contractuales de empleados o franquiciados.

## Ética
Las organizaciones de compras misteriosas ofrecen a este servicio muchas veces sin contar con detectives privados, lo que puede ser un grave problema para el cliente. Eso sí, para protegerse si lo hacen con personal no habilitado, advierten que sus investigaciones deben ser utilizadas para la generación de programas de incentivos para empleados y que el castigo o el despido son usos inapropiados de los datos generados y podrían ser considerados un delito, ya que los hechos y conductas privadas pueden ser únicamente investigados por detectives privados. 
Cuando el servicio de comprador misterioso lo realiza un detective, es común que existan situaciones de sanciones laborales o despido de trabajadores como resultado directo de las de compras misteriosas.
La Organización de Proveedores de Compras Misteriosas (MSPA) ha definido un código de estándares profesionales y acuerdos de ética para proveedores del servicio y para los compradores misteriosos. Otras organizaciones que han definido estándares para esta industria son ESOMAR, MRS y MRA. Supuestamente para no infringir la Ley de Seguridad utilizan detectives privados si actúan en España.
También en el estado de Nevada, Estados Unidos, los compradores misteriosos deben contar con un permiso y laborar en una compañía que tenga una licencia de servicios de investigación privada, para poder realizar cualquier servicio de esta naturaleza. Los compradores misteriosos que no cuenten con una licencia podrían enfrentarse a multas.
En junio de 2008, el Consejo de Ética y Asuntos Judiciales de la Asociación Médica Estadounidense realizó una recomendación en el uso de "pacientes misteriosos”. La recomendación: “los médicos tienen una responsabilidad ética de involucrarse en actividades que contribuyan a la mejora continua de la atención del paciente. Un método para promover dicha mejora es a través del uso de pacientes misteriosos que sean entrenados apropiadamente para proveer retroalimentación sobre el desempeño del médico en un ambiente clínico”.